# Kruiskade
De Kruiskade en de West-Kruiskade zijn bekende winkelstraten in het centrum van Rotterdam. De grens tussen de Kruiskade en de West-Kruiskade lag bij de Westersingel. Tegenwoordig sluiten de Kruiskade en de West-Kruiskade niet meer op elkaar aan: tussen beide straten ligt het concertgebouw De Doelen.

## Geschiedenis
De Kruiskade bestond al in de late middeleeuwen en was een lage dijk (ook kade genoemd) tussen de Coolpolder en het ambacht van Schoonderloo enerzijds en West Blommerdijk en het ambacht van Beukelsdijk anderzijds. De Kruiskade had naast een waterkerende functie ook een verkeersfunctie.
De Kruiskade was in de 19e eeuw al grotendeels bebouwd; de West-Kruiskade lag grotendeels op het grondgebied van de voormalige gemeente Delfshaven en ging het hart vormen van het Oude Westen. Tussen 1855 en 1940 was op de grens van de West-Kruiskade en de Kruiskade de Rotterdamse Diergaarde gevestigd. Bij het bombardement op Rotterdam van mei 1940 werd de Kruiskade (en de oude Diergaarde) verwoest behalve Hotel Central en de Luxor-bioscoop (tegenwoordig het Oude Luxor Theater). De West-Kruiskade bleef gespaard.

## Tegenwoordig
De Kruiskade is een naoorlogse winkelstraat tussen de Coolsingel en de Karel Doormanstraat die gekruist wordt door de Lijnbaan en waaraan onder meer drie voormalige bioscopen die nu horeca-instellingen zijn - Thalia, Lumière en Corso - staan. Ook het vooroorlogse oude Luxor en het Grand Hotel Central liggen aan de Kruiskade en voorts is het naoorlogse Hilton Hotel er gevestigd.
De West-Kruiskade loopt tussen het Kruisplein en de Westersingel aan de oostkant en de Eerste Middellandstraat aan de westzijde. Het is een multi-culturele straat met veel winkels met (vaak) allochtone exploitanten, waardoor hier een ruime keus aan exotische producten te vinden is. Vooral het grote aantal Chinese winkels aan de zijde van het Kruisplein is opvallend. De Rotterdamse Chinatown bevindt zich grotendeels in deze straat. Vlak bij het begin ligt aan de zudzijde het Wijkpark Oude Westen en daarnaast is een supermarkt. In dat pand zat eerst de bioscoop Arena die als gebruiker werd opgevolgd door het poppodium Arena. Vervolgens was Nighttown in het pand gevestigd. Na het faillissement daarvan was poppodium Watt tot zijn faillissement 2010 gebruiker. Na een paar jaar leegstand vestigde in 2013 een Chinese supermarkt zich in het gebouw.
Admiraal de Ruyterweg ·
Admiraliteitskade ·
Aert van Nesstraat ·
Baan ·
Batavierenstraat ·
Beukelsdijk ·
Beursplein ·
Beurstraverse ·
Binnenweg ·
Binnenwegplein ·
Binnenrotte ·
Blaak ·
Boezemweg ·
Boompjes ·
Bosland ·
Botersloot ·
Burgemeester van Walsumweg ·
Churchillplein ·
Coolsingel ·
Coolvest ·
Eendrachtsplein ·
Eendrachtsweg ·
Geldersekade ·
Goudsesingel ·
's-Gravendijkwal ·
Haagseveer ·
Henegouwerlaan ·
Hofdijk ·
Hofplein ·
Hoogstraat ·
Jonker Fransstraat ·
Karel Doormanstraat ·
Kipstraat ·
Kolk ·
Koningin Emmaplein ·
Korte Hoogstraat ·
Kruiskade ·
Kruisplein ·
Leuvehoofd ·
Lijnbaan ·
Lombardkade ·
Maasboulevard ·
Mariniersweg ·
Mathenesserlaan ·
Mauritsweg ·
Meent ·
Museumpark ·
Oostmolenwerf ·
Oostplein ·
Oude Binnenweg ·
Parkkade ·
Parklaan ·
Pim Fortuynplaats ·
Plein 1940 ·
Pompenburg ·
Rochussenstraat ·
Saftlevenstraat ·
Schiedamsedijk ·
Schiedamse Vest ·
Schouwburgplein ·
Spaansekade ·
Stadhuisplein ·
Stationsplein ·
Stroveer ·
Van Oldenbarneveltstraat ·
Vasteland ·
Veerkade ·
Weena ·
Westblaak ·
Westerkade ·
West-Kruiskade ·
Westersingel ·
Westplein ·
Willemskade ·
Willemsplein ·
Witte de Withstraat